# Belorado
 (juin 2025).
Si vous disposez d'ouvrages ou d'articles de référence ou si vous connaissez des sites web de qualité traitant du thème abordé ici, merci de compléter l'article en donnant les références utiles à sa vérifiabilité et en les liant à la section « Notes et références ».
Belorado est une commune située dans le Nord de l’Espagne, dans la comarque de Montes de Oca, dans la Communauté autonome de Castille-et-León, province de Burgos.
Sa population était de 2 135 habitants en 2000.
Le Camino francés du Pèlerinage de Saint-Jacques-de-Compostelle passe par cette localité.

## Géographie
À 45 km à l’est de Burgos, Belorado est traversé par le río Tirón, affluent de l’Èbre.

## Démographie
| 1987  | 1991  | 1995  | 1999  | 2003  | 2006  | 2007  |
| ----- | ----- | ----- | ----- | ----- | ----- | ----- |
| 2.128 | 2.183 | 2.194 | 2.092 | 2.079 | 2.157 | 2.156 |

## Histoire
L'origine de Belorado est celte, comme le démontre l'archéologie.
C'est le passage naturel de la Vallée de l'Èbre vers la Meseta ; pour le contrôler au début de la reconquista, s'est construit le château sur une colline. La population qui se trouvait à l’époque romaine de l'autre côté de la rivière est venue s'abriter sous le château. Les rues du centre historique, étroites et tortueuses, avec des passages typiques, dénotent [Quoi ?] la nombreuse population qui habitait à l'intérieur des murs. Il ne reste à présent du château qu'un mur terreux, qui offre un beau panorama.
L'apogée économique de Belorado a été précoce, dès le début du Moyen Âge, l'endroit se trouvant au croisement de chemins entre la vallée agricole et la montagne d'élevage, entre les royaumes de Castille et de Navarre, qui favorisaient la ville pour l'attirer à eux.
Au Xe siècle, le premier comte de Castille indépendant, en remerciement aux habitants de Belorado qui l'ont libéré du Roi de Navarre qui le détenait prisonnier (comme le dit le poème de Fernán González), accorde à ville le privilège de tenir un marché le lundi, coutume qui anime toujours la Plaza Mayor.
En 1116, Alphonse Ier «le Batailleur», roi de Navarre et d’Aragon, accorde des droits à la ville (« fuero » ou charte).
Les archives municipales de Belorado conservent un parchemin de plus d'un mètre de long, relatant le procès que la municipalité soutint pour ne pas avoir à payer le tribut levé à titre d'offrande à la cathédrale de Santiago (voto de Santiago). Elle estimait ne pas appartenir à la juridiction du monarque qui l'a institué après la victoire de Clavijo. Le procès dure jusqu'en 1408, date du document qui porte la signature du roi Juan II.
Les Rois renforcent la ville au Moyen Âge, entre les XVe et XVIIIe siècles. Belorado compte d'importantes familles nobiliaires qui ont marqué les expéditions en Amérique ; Hipólito Ruiz dirige au XVIIIe siècle une expédition scientifique pour étudier la flore américaine.

### Le fuero de Belorado
Alphonse Ier d’Aragon, «le Batailleur», octroie en 1116 des droits et de privilèges, sous forme de charte (fuero), à Belorado. Celle-ci accorde aux Castillans et aux Francos [Quoi ?] qui peuplent la ville le même droit et des franchises personnelles, financières et commerciales. Pour la première fois, le roi concède aux citadins le droit d’élire des magistrats.

« Au nom du Christ. Moi, Alphonse, par la grâce de Dieu roi et magnifique empereur, à mes fidèles colons de Belorado. Je veux que tous sachent que moi, le susdit roi Alphonse, je vous accorde, à vous, mes fidèles colons, Francos et castillans de Belorado que vous peuplerez selon ce fuero, que vous donnerez 100 sous pour l’homicide et que vous ne donnerez pas la mainmorte. Pour l’homicide, la fornication, le vol ou tout autre délit vous ne donnerez que le tiers.
Pour territoire, que Belorado ait de Otercorvo jusqu’à Terrazas, et de Villa de Pun jusqu’à Villafranca. Que vous ayez le petit ruisseau qui y coule seulement pour pêcher et faire des moulins à votre volonté, de Sainte-Marie de Pedroso jusqu’aux limites indiquées.
Et que dans toute ma terre, vous ne donnerez que la moitié du péage, pour l’utilisation de mes montes [bois], vous n’acquitterez pas le montaticum, ni pour couper du bois, ni pour faire paître. Et à Cereso, vous ne donnerez pas le péage.
Et pour chaque maison, vous donnerez seulement chaque année deux sous pour la Saint-Michel.
Et vous aurez votre marché le lundi, et chaque année une foire pour la Saint-Michel.
Qui viendra peupler à Belorado, aura sa propriété [hereditas] libre dans toute ma terre…
Si vous cuisez dans mes fours, donnez un pain sur trente comme fournage, et que tous les fours soient à moi…
Tous les habitants [moradores] ou colons [pobladores] à Belorado, qu’ils soient francos, castillans, chevaliers [caballarios] ou vilains, auront le même fuero, en ce qui concerne les amendes…
En cas de blessure infligée par un juif à un chrétien ou par un chrétien à un juif, l’amende sera la même, mais elle sera diminuée des deux tiers pour le salut de mon âme comme il a été écrit ci-dessus.
[…]
Et vous, Francos, vous désignerez un juge franco, et vous le relèverez à votre gré ; et vous, Castillans, de même, désignez et relevez votre juge à votre gré parmi mes gens. Et tous ensemble vous désignerez les alcaldes pour faire la justice.
[…]
Et de vos églises vous ne donnerez pas d’autres « tertias » à l’évêque que dix sous par an, et nos clercs paient à notre volonté.
À vous mes fidèles francos, je concède vos honneurs, à l’intérieur et à l’extérieur, comme je vous l’avais promis auparavant ; je vous enlève seulement treize maisons, que j’ai données à mes chevaliers…
Charte faite le dimanche 8 des Ides d’août, l’an 1154 de l’Ere. Régnant le roi Alphonse en Aragon, à Pampelune, à Nàjera, à Cereso, à Belorado à Carrión, à Sahagùn et à Tolède. »

## Culture et patrimoine

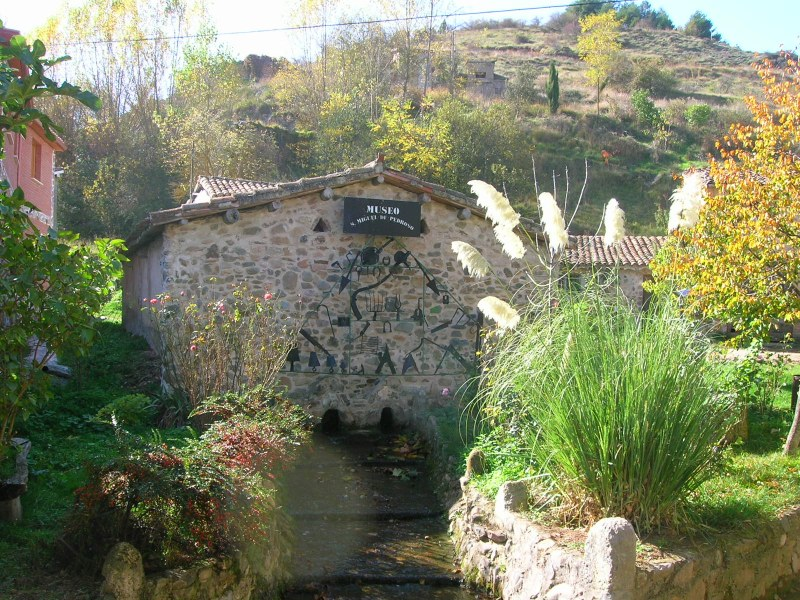
Belorado, musée San Miguel

### Le Pèlerinage de Compostelle
Par le Camino francés du Pèlerinage de Saint-Jacques-de-Compostelle, le chemin vient de Villamayor del Río.
La prochaine halte est Tosantos.
Belorado est le Belforatus, le « bien percé », d'Aimery Picaud, dans le Guide du Pèlerin.

### Patrimoine religieux
L'église Santa Maria.
Riche en souvenirs jacquaires, un Saint-Jacques pèlerin et, au-dessus, un Saint-Jacques Matamoros figurent sur le retable Renaissance sculpté dans la pierre. Deux bas-reliefs narrent son martyre et l'un de ses miracles.
Près du maître-autel, se trouve une Vierge assise du XIIe siècle. Sur l'autel latéral se voit une Sainte Famille et un Christ entre les deux larrons, belle œuvre en ivoire.
L'Ermitage de Santa Maria de Belén (Bethléem).
Avec son clocher-mur à trois pointes, à l'emplacement d'un ancien hôpital mentionné en 1175 et reconstruit au XVIIIe siècle.
L’hôpital Saint-Lazare.
Il se trouvait à la sortie, dont la chapelle conserve un Christ gothique du XIVe siècle, entouré d'ex-voto qui célèbrent ses faveurs. Le plus curieux est la peau d'un grand serpent dont saint Lazare protégea un pèlerin.

### Patrimoine civil
Au cœur du bourg se trouve une plaza Mayor à arcades, ombragée et fleurie.

### Sources et bibliographie
- (es) Cet article est partiellement ou en totalité issu de l’article de Wikipédia en espagnol intitulé « Belorado » (voir la liste des auteurs).
- Grégoire, J.-Y. & Laborde-Balen, L., « Le Chemin de Saint-Jacques en Espagne - De Saint-Jean-Pied-de-Port à Compostelle - Guide pratique du pèlerin », Rando Éditions, mars 2006,  (ISBN 2-84182-224-9)
- « Camino de Santiago St-Jean-Pied-de-Port - Santiago de Compostela », Michelin et Cie, Manufacture Française des Pneumatiques Michelin, Paris, 2009,  (ISBN 978-2-06-714805-5)
- « Le Chemin de Saint-Jacques Carte Routière », Junta de Castilla y León, Editorial Everest